# Cilicia (Schiff, 1938)
Die Cilicia war ein 1938 in Dienst gestelltes Passagierschiff der britischen Reederei Anchor Line, das im Passagier- und Postservice auf der Route von Großbritannien nach Indien eingesetzt wurde. Ab Oktober 1939 diente sie unter der Bezeichnung HMS Cilicia (F54) als bewaffneter Hilfskreuzer (Armed Merchant Cruiser) und später auch als Truppentransporter im Zweiten Weltkrieg. 1946 kehrte die Cilicia für die gleichen Eigner in den Passagierverkehr nach Indien zurück und blieb noch fast 20 Jahre für die Anchor Line im Dienst, bis sie 1965 an die Niederlande verkauft und 1980 in Spanien verschrottet wurde.

## Das Schiff
Die Cilicia war das zweite von drei Schwesterschiffen, die die Anchor Line ab 1937 für die traditionelle Handelsroute ins damals noch zum Commonwealth gehörende Indien in Dienst stellte. Alle drei waren Doppelschrauben-Motorschiffe mit einem Rauminhalt von mehr als 11.000 BRT, die von je zwei Sets achtzylindriger Dieselmotoren von William Doxford & Sons angetrieben wurden. Die durchschnittliche Reisegeschwindigkeit lag bei 16,5 Knoten, doch es konnten bis zu 18 Knoten erreicht werden. Alle drei Schiffe konnten 300 Passagiere in der Ersten und 80 in der Dritten Klasse aufnehmen und galten wegen ihres hohen Standards in Bezug auf Ausstattung und Verpflegung als ernste Konkurrenz zum Indiendienst der Peninsular and Oriental Steam Navigation Company (P&O).
Als erstes der drei Schiffe lief am 8. Juni 1937 bei Fairfield Shipbuilders in Govan bei Glasgow die Circassia (III) (11.170 BRT) mit der Baunummer 661 vom Stapel. Ihr folgte die 11.136 BRT große Cilicia, die am 21. Oktober 1937 vom Stapel gelassen wurde. Die Cilicia war 154,23 Meter lang, 20,12 Meter breit und hatte einen Tiefgang von 8,23 Metern. Das Motorschiff hatte zwei Masten, einen Schornstein und zwei Propeller. Nach dem Verlust des Dampfers Britannia (III) im Jahr 1941 beschloss die Anchor Line als Ersatz den Bau eines dritten Schwesterschiffs, der Caledonia (V) (11.152 BRT), die jedoch erst 1948 mit der Baunummer 732 fertiggestellt wurde.
Am 14. Mai 1938 lief die Cilicia zu ihrer Jungfernfahrt von Glasgow über Liverpool nach Bombay aus. Auf dem Schiff hatte sich gerade erst eine Routine im Bordleben eingestellt, als weniger als anderthalb Jahre nach der Indienststellung der Zweite Weltkrieg ausbrach, was die Karriere der Cilicia als Passagierliner zunächst beendete.

## Im Zweiten Weltkrieg
Am 31. August 1939, vor dem Hintergrund des drohenden Zweiten Weltkriegs, wurde das Passagierschiff von der Admiralität für den Kriegseinsatz angefordert und in einen bewaffneten Hilfskreuzer umgewandelt. Die Umrüstung war am 9. Oktober 1939 abgeschlossen. Das Schiff wurde mit acht 152-mm-Kanonen und zwei 76-mm-Kanonen versehen und ab dem Oktober 1939 als HMS Cilicia (F54) der South Atlantic Station der Royal Navy im Südatlantik unterstellt.
Am 20. März 1940 kollidierte die Cilicia mit der Carinthia, einem ebenfalls zum Hilfskreuzer umgerüsteten ehemaligen britischen Passagierschiff. Beide Schiffe fuhren abgedunkelt und bei hoher Geschwindigkeit. Die Carinthia rammte die kleinere Cilicia fast mittschiffs auf Höhe der Abteilung Nr. 2. Der Zerstörer Gallant geleitete die beiden Schiffe daraufhin nach Belfast. Der Zusammenstoß war so heftig gewesen, dass die Gösch der Carinthia an Bord der Cilicia zurückblieb und für den Rest ihrer Dienstzeit als Hilfskreuzer in deren Messe ausgestellt war.
Ab November 1940 war sie der Northern and Western Patrol und von Mai 1943 bis Februar 1944 dem West Africa Command zugeteilt. Am 25. März 1941 empfing die Cilicia während einer Patrouillenfahrt im Atlantik einen Notruf der ebenfalls zur Anchor Line gehörenden Britannia, die etwa 750 Meilen westlich von Freetown von einem deutschen Hilfskreuzer angegriffen worden war. Der Schiffsarzt der Cilicia, Dr. Thomas Miller, war der Vater der Schiffsärztin der Britannia, Dr. Adaline Nancy Miller, die erst drei Jahre zuvor von der University of Glasgow abgegangen war. Weitere Funksprüche wurden nicht mehr empfangen; die Britannia war von der Thor versenkt worden. Dabei waren 249 Passagiere und Besatzungsmitglieder ums Leben gekommen. Die Cilicia übernahm drei Tage später 63 Überlebende der Britannia von dem spanischen Dampfer Bachi, darunter die Schiffsärztin Dr. Nancy Miller.
1942 spielte die HMS Cilicia eine bedeutende Rolle bei der Errichtung des Marinestützpunktes HMS Atlantic Isle auf der Insel Tristan da Cunha im Südatlantik, durch den die Bevölkerung fortan eine Verbindung per Funk und durch Schiffe zur Außenwelt besaß.
Am 16. Februar 1944 wurde die HMS Cilicia aus dem Dienst als Hilfskreuzer entlassen und dem Ministry of War Transport (MoWT) zugeteilt, das sie für den weiteren Verlauf des Kriegs als Truppentransporter verwendete. 1946 wurde das Schiff wieder der Anchor Line zurückgegeben. Bis Kriegsende hatte das Schiff 16.035 Soldaten und Kriegsgefangene transportiert.

## Späte Jahre
Die Cilicia wurde von der Anchor Line komplett überholt und nahm am 31. Mai 1947 ihren bisherigen Passagierdienst von England nach Indien wieder auf. Im November 1965 wurde das Schiff für 170.000 Pfund Sterling nach Rotterdam verkauft, wo es unter dem Namen Jan Backx 15 Jahre lang als schwimmendes Wohnschiff für Hafenarbeiter diente.
Im August 1980 wurde das Schiff schließlich von dem Schlepper Zwarte Zee ins spanische Bilbao geschleppt, wo es 42 Jahre nach seiner Indienststellung abgewrackt wurde. Für die letzte Fahrt wurde dem Schiff der Name Cilicia zurückgegeben und es wurde komplett in den Originalfarben der Anchor Line gestrichen.